# Бланш д’Еврьо
Бланш Наварска (ок. 1331 – 5 октомври 1398, Нофл-Сен-Мартен) е кралица на Франция, втора съпруга на крал Филип VI.

## Произход
Дъщеря на Филип III д’Еврьо (1306 – 1343), граф Еврьо и Лонгвил, крал на Навара и пер на Франция, и Жана II Наварска, дъщеря на Луи Х и Маргьорит Бургундска. Сестра е на крал Карл II Злия.

## Кралица на Франция
Първоначално се предполага, че Бланш ще стане съпруга на Педро, син на краля на Кастилия и Леон, или Хуан Арагонски, херцог на Жирона.
Когато умира жената на херцога на Нормандия Жан II Добрия, Бона Люксембургска, в Наварския двор е решено да дадат Бланш на наследника на френския престол. Когато Бланш идва в Париж, за нея решава да се ожени също скоро овдовелият крал на Филип VI. Затова жена на Жан става наследницата на Графство Булон и Оверн, Жана Овернска.
На 29 януари 1350 г. в Бри-Конт-Робер се провежда сватбата на крал Филип VI и Бланш Наварска. Този брак предизвиква недоволство сред дворяните на кралството и става причина за отдалечаване на сина от краля. Скоро, на 19 януари, в Нантер е сватбата на Жан и Жана Овернска.
Бракът на Бланш се оказва кратък. На 22 август 1350 г. крал Филип умира. Овдовялата кралица е бременна и през май 1351 г. ражда дъщеря, наречена от нея Жана († 16 септември 1371).

## Следващи години
През 1354 г. Бланш се опитва да помири новия крал Жан II и своя брат Карл Злия, крал на Навара. Тя се отказва от нов брак с краля на Кастилия, Педро Жестокия.
Последните години от живота прекарва в Нофъл-Сен-Мартен в Жизорае и при френския кралски двор се появява много рядко. Бланш Наварска умира на 5 октомври 1398 година и е погребана в базиликата Сен Дени.